# Muusoctopus bizikovi
Muusoctopus bizikovi is een inktvissensoort uit de familie van de Enteroctopodidae. De wetenschappelijke naam van de soort werd voor het eerst geldig gepubliceerd in 2010 door Gleadall, Guerrero-Kommritz, Hochberg en Laptikhovsky.